# Севастиян Етер
Севастия̀н Па̀влович фон Ѐтер (на руски: Севастья́н Па́влович фон Э́ттер) (финландски Sebastian Albrekt von Etter) е руски офицер, генерал-лейтенант от финландски произход. Участник в Руско-турската война (1877-1878).

## Биография
Севастиян Етер е роден през в 1829 г. във Финландия в семейството на потомствен дворянин от финландски произход. Ориентира се към военното поприще. Завършва Финландския кадетски корпус. Произведен е в първо офицерско звание прапорщик с назначение в лейбгвардейския Семьоновски полк (1847).
Участва в Унгарския поход (1848—1849) и потушаването на Полското въстание (1863-1864). Служи в лейбгвардейския Семьоновски полк в продължение на 20 години.
През 1865 г. е повишен в звание полковник и е назначен за флигел-адютант. От следващата година е командир на лейбгвардейския Финландски стрелкови батальон (1866-1874). Повишен е във военно звание генерал-майор от 30 август 1869 г. Командир е на: лейбгвардейския Семьоновски полк (1874), 2-ра бригада от 2-ра гвардейска пехотна дивизия (1877).
Участва в Руско-турската война (1877-1878) със своята 2-ра бригада. За храброст и командирски умения при преминаването на Западния отряд през Стара планина е награден със златно оръжие „За храброст“. Проявява се и при освобождението на Пловдив. Награден е с Орден „Света Ана“ I ст.
От 30 август 1881 г. е повишен във военно звание генерал-лейтенант с назначение за командир на 1-ва гренадирска дивизия.
Умира на 28 януари 1883 г. в Москва.
Родство:
- братя:
  - Николай Етер, генерал-лейтенант (участник в Руско-турската война (1877-1878);
  - Павел Етер, генерал-лейтенант;
- син: Иван Етер, генерал-майор (командир на Лейбгвардейския семьоновски полк през Първата световна война).